# Amphicyclotulus liratus
Amphicyclotulus liratus es una especie de molusco gasterópodo de la familia Neocyclotidae en el orden de los Mesogastropoda.

## Distribución geográfica
Es  endémica de Martinica. 